# ボルハ・ラソ
フランシスコ・ボルハ・ラソ・デ・ラ・ベガ・ガジャン（Francisco Borja Lasso de la Vega Gayán、1994年1月1日 - ）は、スペイン・アンダルシア州セビリア出身の元サッカー選手。現役時代のポジションはミッドフィールダー。

## クラブ経歴
アンダルシア州のセビリアに生まれ、2007年よりセビージャFCのカンテラで育成された。2012-13シーズンにセビージャFCのBチームデビューを果たすと、2014-15シーズンからレギュラーに定着し、2017年8月19日、RCDエスパニョールとのリーグ戦でトップチームデビューを果たした。しかし、それ以降トップチームでの出番は増えず、2018年1月9日にはCAオサスナへレンタル移籍し、経験を積むも、セビージャに復帰後、構想外を言い渡された。
2019年1月9日、CDテネリフェと2年半契約を結んだ。
2021年12月14日、現役引退を表明した。